# Timeless Journey
Timeless Journey è il quindicesimo album solista della cantante statunitense Patti LaBelle, pubblicato nel 2004 da Def Soul Classics, una divisione della Def Jam.
| Recensione | Giudizio |
| ---------- | -------- |
| AllMusic   | [ 1 ]    |

## Tracce
1. "More Than Material" (LaBelle, James Moss)
2. "It's Time" (Dinky Bingham, Jimi Kendrixx, LaBelle, Connie McKendrick, Shawn Smith)
3. "New Day" (LaBelle, Pierre Medor, Dwayne Nesmith, Tiffany Palmer, Carlos Ricketts, Jason Rome)
4. "Something More" (Gordon Chambers, Ezekiel Lewis, Troy Taylor)
5. "Sometimes Love" (Kenneth "Babyface" Edmonds)
6. "Hear My Cry" (Marsha Ambrosius, Darren Henson, LaBelle, Keith Pelzer, Natalie Stewart)
7. "Good Lovin'" (Tanesha Blacks Jackson, Myia Davis, Shanell Irving, Trey Neverson, Troy Taylor)
8. "MM, MM, MM" (Mary Brown, Sheldon Goode, LaBelle, Sami McKinney, Francci Richard)
9. "Not Right But Real" (Sheldon Goode, LaBelle, Sami McKinney, Omari Dlamini)
10. "2 Steps Away" (Jonathan DeLise, LaBelle)
11. "Finally Got the Nerve"(Miri Ben-Ari, LaBelle, Matt McCarrin, Bunny Sigler)
12. "Unpredictable" (Dinky Bingham, Nelly Furtado, Jimi Kendrixx, LaBelle, Connie McKendrick, Sami McKinney, Shawn Smith)
13. "When You Smile" (Patti LaBelle, Sami McKinney, K.C. Porter, Andrew Snook, Omari Dlamini)